# Boromma Trailokanat
Somdet Phra Ramesuan Boromma Trailokanat Bopit (thai:สมเด็จพระราเมศวรบรมไตรโลกนาถบพิตร), född 1431, död 1488 var kung av Ayutthaya 1448-1488. Han var också känd som Phra Chao Chang Pueak (thai:พระเจ้าช้างเผือก).
När Kung Boromaraja II dog 1448 blev prins Ramesuen, som redan var guvernör i P'itsanulok, kung under titeln Boromma Trailokanat. 
Han föddes 1431 under kriget med Kambodja, och var bara 17 år gammal när han tillträdde som regent. Boromma Trailokanat var mycket religiös, och en av hans första åtgärder var att omvandla sina föregångares kungliga paviljonger till tempel, där stoftet av Kung Rama T'ibodi I, vars kropp hade mumifierats, kremerades. Innan Kung Trailokanat tillträdde hade alla provinser styrts mer eller mindre oberoende av varandra. De hade sina egna arméer, egen finansiering och inrikespolitik. Kung Trailokanat beslutade därför att centralisera rikets styrning genom att separera civil och militär administration. Han utnämnde då sina ministrar för respektive departement. 
För civiladministrationen bildades fem departement:
1. Inrikesdepartementet, ansvarigt under premiärminister
2. Departementet för lokal styrning i Ayot'ia
3. Finansdepartementet
4. Jordbruksdepartementet
5. Departementet för Kunglig hushållning inkl. administrering av lagar

För den militära administrationen inrättades en särskild minister, som under sig hade de olika militära grenarna, vars titlar än idag är officiella, t.ex. P'ya Shriharat Dejo, P'ya Ramk'amheng, etc.
Under Kung Trailokanats tid som regent legislerades 1454 en klasslag, Sakdi Na, vilket innebar att varje man tilldelades landområden i förhållande till deras ställning i samhället. Storleken på dessa landområden varierade från 4 000 till 1 000 tunnland för de ledande ställningarna och ned till 10 tunnland för vanligt folk. Detta satte ett bestämt värde på den enskilde, som t.ex. om han blivit botlagd för någon förseelse, stod boten i en bestämd relation till hans Sakdi Na, och om kompensation skulle betalas ut vid dödsfall eller skada, beräknades ersättningen efter samma skala. För de högre uppsatta tjänstemännen utgjorde deras lön av Sakdi Na. De förväntades kunna leva på det de kunde producera på sitt landområde, och fick därför inga löner.